# Phyllamphicteis collaribranchis
Phyllamphicteis collaribranchis är en ringmaskart som beskrevs av Augener 1918. Phyllamphicteis collaribranchis ingår i släktet Phyllamphicteis och familjen Ampharetidae. Inga underarter finns listade i Catalogue of Life.